# Lestidiops gracilis
Lestidiops gracilis is een  straalvinnige vissensoort uit de familie van barracudinas (Paralepididae). De wetenschappelijke naam van de soort is voor het eerst geldig gepubliceerd in 1953 door Ege.
De soort staat op de Rode Lijst van de IUCN als Onzeker, beoordelingsjaar 2009.